# USS Santa Clara (ID-4523)
L'USS Santa Clara (ID-4523) est un cargo construit en 1913 pour la W. R. Grace and Company et qui sert pendant la Première Guerre mondiale comme navire de transport de l'armée des États-Unis sous l’appellation USAT Santa Clara, puis USS Santa Clara (ID-3882).